# 关部康皇庙
关部康皇庙，位于中国广东省湛江市雷州市雷城镇关部街，为湛江市雷州市的一个市级文物保护单位，类型为古建筑，公布时间为1992年12月9日。
关部康皇庙的历史年代为清代。